# 친하이양
친하이양(중국어: 覃海洋, 병음: Qín Hǎiyáng, 한자음: 담해양, 1999년 5월 17일~)은 중화인민공화국의 수영 선수로 주 종목은 평영과 개인혼영이다. 2023년 세계 수영 선수권 대회에서 남자 평영 종목에 걸린 모든 금메달을 획득하는 성과를 냈으며 2022년 아시안 게임에서도 남자 평영 종목에서 모두 금메달을 획득했다.